# Capenopsis horvathi
Capenopsis horvathi är en insektsart som beskrevs av Melichar 1912. Capenopsis horvathi ingår i släktet Capenopsis och familjen Dictyopharidae. Inga underarter finns listade i Catalogue of Life.